# Parasenecio delphiniphyllus
Parasenecio delphiniphyllus là một loài thực vật có hoa trong họ Cúc. Loài này được (H.Lév.) Y.L.Chen mô tả khoa học đầu tiên năm 1999.